# 야쓰카미촌
야쓰카미촌(八束水村)은 돗토리현 다카쿠사군·게타카군에 있던 촌이다. 1896년 3월 31일까지 게타군에 속해있었다.

## 역사
- 1889년 10월 1일 - 정촌제 시행에 의해 다카쿠사군 야쓰카미촌이 성립하였다.
- 1896년 4월 1일 - 군제 시행에 의해 다카쿠사군, 게타군의 구역을 가지고 게타카군이 성립하여 게타카군 야쓰카미촌이 되었다.
- 1915년 6월 1일 - 구 하마무라촌과 합병해 새로운 하마무라촌이 성립하여, 동일 야쓰카미촌은 폐지되었다.

## 교통

### 철도
- 철도성
  - 산인본선